# 広路村
広路村（ひろじむら）は、愛知県愛知郡にあった村。現在の名古屋市昭和区の一部にあたる。

## 地理
山崎川の上流域に位置していた。

## 歴史
- 1878年（明治11年）愛知郡川名村、伊勝村、石仏村、藤成新田、五軒家村が合併して広路村が設立[2]。
- 1889年（明治22年）10月1日、町村制の施行により、愛知郡広路村が単独で村制施行し、広路村が発足[1][2]。大字は編成せず[2]。
- 1899年（明治32年）名古屋区裁判所広路出張所（仮庁舎:近藤善左衛門宅）が開設[2]。
- 1906年（明治39年）5月10日、愛知郡御器所村と合併し、御器所村が存続して廃止された[1][2]。合併後、御器所村広路となる[2]。

### 地名の由来
次の諸説あり。
1. 飯田街道が地内中央部を通り、広い道路であったから。
2. 広路学校の名称から。

## 産業
- 農業

## 教育
- 1877年（明治10年）石仏村松栄学校を太平寺付近に移転し、広路学校に改称[2]。1887年（明治20年）八事学校・中根学校が尋常小学広路学校の分校となる[2]。1892年（明治25年）広路学校を広路尋常小学校（現名古屋市立広路小学校）に改称[2]。